# دیوید فلوریوال
دیوید فلوریوال (فرانسوی: David Fleurival‎؛ زادهٔ ۱۹ فوریهٔ ۱۹۸۴) بازیکن فوتبال اهل فرانسه است.

## باشگاهی
از باشگاه‌هایی که در آن بازی کرده‌است می‌توان به باشگاه فوتبال لاریسا، باشگاه فوتبال زاویشا بیدگوشچ، باشگاه فوتبال بوآویشتا، باشگاه فوتبال بیرامار، و باشگاه فوتبال متس اشاره کرد.

## تیم ملی
وی همچنین در تیم ملی فوتبال گوادلوپ بازی کرده‌است.